# Gemini Planet Imager

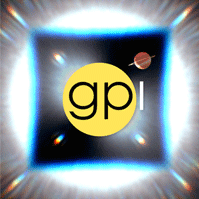

O Gemini Planet Imager (GPI) é um instrumento de imagem de alto contraste que foi construído para o telescópio Gemini Sul no Chile. O instrumento alcança alto contraste em pequenas separações angulares, permitindo a obtenção de imagens diretas e espectroscopia de campo integral de planetas extrassolares em torno de estrelas próximas. A colaboração envolvida no planejamento e construção do Gemini Planet Imager inclui o Museu Americano de História Natural (AMNH), o Instituto Dunlap, o Observatório Gemini, o Instituto Herzberg de Astrofísica (HIA), o Laboratório de Propulsão a Jato, o Laboratório Nacional de Lawrence Livermore (LLNL), o Observatório Lowell, o Instituto SETI, o Space Telescope Science Institute (STScI), a Universidade de Montreal, Universidade da Califórnia em Berkeley, Universidade da Califórnia em Los Angeles (UCLA), Universidade da Califórnia em Santa Cruz (UCSC), Universidade da Geórgia.
O instrumento é do tamanho de um carro pequeno e está instalado no quintal de oito metros do telescópio Gemini Sul. O Gemini Planet Imager começou a operar em dezembro de 2014.